# Nytorpsravinen
Nytorpsravinen este o arie protejată (arie specială de conservare — SAC, sit de importanță comunitară — SCI) din Suedia întinsă pe o suprafață de 10,1 ha, integral pe uscat.

## Localizare
Centrul sitului Nytorpsravinen este situat la coordonatele 59°07′15″N 16°55′36″E / 59.1207°N 16.9266°E.

## Înființare
Situl Nytorpsravinen a fost declarat sit de importanță comunitară în iunie 2001 pentru a proteja un număr necunoscut de specii din flora spontană și fauna sălbatică aflate în arealul zonei. Situl a fost protejat și ca arie specială de conservare în martie 2011.

## Biodiversitate
Situată în ecoregiunea boreală, aria protejată conține 2 habitate naturale: Păduri caducifoliate de mlaștină fino-scandinave, Păduri fino-scandinave bogate în ierburi cu Picea abies.
La baza desemnării sitului se află un număr nedeclarat de specii protejate.